# American Muscle
American Muscle è un film del 2014 diretto da Ravi Dhar

## Trama
Una serie di immagini mostra John Falcon, la sua fidanzata Darling e una banda di ragazzi truccati, pronti per una rapina. I flash si interrompono mostrando John in una prigione, dieci anni dopo gli eventi accaduti. Uscito di prigione, John decide di vendicarsi di tutti coloro che l'hanno incastrato la notte della rapina, compreso suo fratello Sammy, che ora gestisce il traffico di droga insieme a Darling. Pian piano che la sua vendetta è sul punto di realizzarsi si intravedono frammenti di vita dell'uomo, in cui cercava di portare Darling sulla retta via, senza riuscirci. La donna, lo tradiva ripetutamente con suo fratello, ma l'amore di John era talmente immenso da perdonarle anche questo. La notte della rapina, le cose non vanno come previsto: quello che doveva essere “nessuno deve essere ferito” si trasforma in una strage, dove anche John viene ferito dalla sua fidanzata e tradito dai suoi amici. Venuto a conoscenza di questo particolare, l'uomo ucciderà per ultimi, prima Darling, la quale ammette di averlo sposato soltanto per il sesso, e infine Sammy, ponendo fine alla sua vendetta.